# Poeci cmentarni
Poeci cmentarni (ang. Graveyard Poets, Churchyard Poets) zwani również chłopcami z cmentarza (ang. the Boneyard Boys) – grupa przedromantycznych poetów angielskich działająca w XVIII wieku, których twórczość charakteryzowała się ponurymi rozważaniami nad śmiertelnością, „czaszkami, trumnami, epitafiami i czerwiami”. Uważa się ich również za prekursorów powieści gotyckiej.

## Członkowie
- Thomas Parnell
- Thomas Warton
- Thomas Percy
- Thomas Gray
- Oliver Goldsmith
- William Cowper
- Christopher Smart
- James MacPherson
- Robert Blair
- William Collins
- Thomas Chatterton
- Mark Akenside
- Joseph Warton
- Henry Kirke White
- Edward Young
- James Thomson (często zaliczany)